# スティーブン・シュワルツマン
スティーブン・アレン・シュワルツマン（英: Stephen Allen Schwarzman、1947年2月14日 - ）は、アメリカ合衆国の実業家、投資家。世界的な投資ファンドであるブラックストーン・グループの共同創業者で同社の会長、最高経営責任者を務める。

## 経歴
ペンシルバニア州でリネン製品の店を営む中産階級のユダヤ人家庭に生まれる。
教育熱心な母により、治安の悪かったオックスフォード・サークルからハンティンドン・バレーへ引っ越す。
アビントン高校に進学する。陸上の短距離走で活躍し、リレーでは州大会優勝・全国大会４位の実績を残す。
第一志望のハーバード大学には補欠合格だったものの、その年は補欠対象者からの繰り上げはされず、結局第２希望のイェール大学に入学する事になる。
母校のイェール大学では文化行動学を専攻する。最初は落ちこぼれていたが、教授の助けもあり、徐々に周りとの高校以前の教育の差を埋めていき、最後には学科の最優秀者になる。また、大学の陸上部に魅力を感じなかったためすぐに退部し、バレエ団の学内講演の誘致を・低所得地域向けの学費援助プログラムの設立・寮に女性が泊まる事を禁止する風紀規則の撤廃などの課外活動に勤しむ。これらの活動の功績を認められ、秘密結社スカル・アンド・ボーンズの一員に加わる事となる。また、後に大統領となるジョージ・W・ブッシュとは学友だった。
イェール大学卒業後、ドナルドソン・ラフキン&ジェンレットという証券会社に入社する。
1970年1月、陸軍予備役の半年間の訓練を受ける。この時、シュワルツマンによる大佐への報告がきっかけで、軍幹部が訓練兵の食料を横流ししていたという不正が暴かれる。
1970年7月にハーバード・ビジネス・スクールに入学した。途中で退学しかけるものの、学級の成績上位3名に選ばれる。
MBA所得後、リーマン・ブラザーズの投資銀行部門にアソシエイトとして入社する。後に、M＆A部門の責任者にまで昇格する。
リーマンを退職後リーマンのCEOだったピーター・ピーターソンとともに、1985年にブラックストーン・グループを設立する。
その後、世界最大のプライベート・エクイティ・ファンドに育て上げた。

## トランプ政権
第45代アメリカ合衆国大統領のドナルド・トランプの古くからの友人で顧問でもあり、2017年1月20日から同年8月16日までトランプ政権で経済界を代表する大統領戦略政策フォーラムの議長を務めた。
2020年1月に米中貿易戦争の打開に向けてトランプが中華人民共和国と結んだ米中経済貿易協定の調印式では中国と関わりの深いラスベガス・サンズ会長兼CEOのシェルドン・アデルソンや元アメリカ合衆国国務長官のヘンリー・キッシンジャーらとともに出席した。

## 資産と慈善事業
純資産は2018年で推定134億米ドルで世界で117番目の大富豪であり、またフォーブスの世界で最も影響力のある人物の42位にランクインしている。エール大学の他、マサチューセッツ工科大学やオックスフォード大学にも巨額の献金を行っている。
2016年には自ら経済管理学院顧問委員会に名を連ねている中国清華大学にシュワルツマン・スカラーズを設立。私財の1億ドルに加え3億ドル近い寄付金を世界中から集め、次世代のリーダーを養成するためのローズ・スカラーシップをモデルとした国際関係修士プログラムを創設した。